# WAB He 2/2 51–58
Die He 2/2 51 bis 58 der Wengernalpbahn (WAB) sind elektrische Zahnradlokomotiven für Gleichspannung von 1’500 Volt und einer Spurweite von 800 mm. Sie wurden in den Jahren 1909 und 1910 anlässlich der Elektrifikation der Bahnstrecken Lauterbrunnen–Wengernalp–Kleine Scheidegg und Grindelwald–Grindelwald Grund–Kleine Scheidegg in Betrieb gesetzt und dienten als Vorbild für die weitgehend baugleichen nachbeschafften Lokomotive He 2/2 59 bis 63.

## Beschreibung und Geschichte
Bei den Maschinen mit zwei Laufachsen und zwei Triebzahnrädern handelt es sich um reine Zahnradlokomotiven. Die beiden Triebzahnräder, für das Zahnstangensystem Riggenbach-Pauli und Von Roll, sind nicht auf den Laufachsen angebracht, sondern unmittelbar neben den Laufachsen gegen die Fahrzeugmitte. Der mechanische Teil stammt von der Schweizerischen Lokomotiv- und Maschinenfabrik (SLM) in Winterthur, die elektrische Ausrüstung von der Elektrizitätsgesellschaft Alioth (EAG), umgangssprachlich Alioth, in Münchenstein. Für die Talfahrt haben die Lokomotiven als Beharrungsbremse eine selbsterregte elektrische Widerstandsbremse, die eine Talfahrt mit gesenktem Stromabnehmer ermöglicht.
Charakteristisch für die langlebigen Maschinen ist der kantige Lokomotivkasten mit den beidseitigen bullaugenförmigen runden Maschinenraumfenstern die mit Deckleisten und einem mächtig wirkenden Stromabnehmer mit zwei Schleifstücken, der mit damaligen wie auch heutigen Pantografen wenig gemeinsam hat. Erst in den 1960er und der ersten Hälfte der 1970er Jahre erhielten die Lokomotiven Pantografen üblicher Bauart. Es ist üblich, dass die Lokomotiven bei warmen Temperaturen mit abgedrehtem talseitigen Frontfenster, diese besitzen dazu eine mittige Drehhalterung, wie auch mit offenen Führerstandstüren im Einsatz sind. Dies dient zur besseren Kühlung des Führerstandes und des Maschinenraumes.
Die 5’740 mm langen Lokomotiven mit einem Dienstgewicht von rund 16 t verkehren mit ihren 300 PS auf Steigungen (Neigungen) bis 250 ‰ in der Regel mit zwei Vorstellwagen, auf Steigungen bis rund 190 ‰ in der Regel mit drei Vorstellwagen. Sie erreichen dabei bei der Bergfahrt eine Geschwindigkeit von rund 10 bis 11 km/h, abhängig von der Belastung und der effektiven Fahrdrahtspannung. Bei der Talfahrt ist die Geschwindigkeit aus Sicherheitsgründen auf maximal 12 km/h limitiert.
Mehrere Lokomotiven aus dieser Serie wurden ab den 1960er Jahren erst in der Sommersaison an die Schynige Platte-Bahn (SPB) vermietet und dann verkauft. Die Lokomotive He 2/2 55 ist als Museumslokomotive auf dem frei zugänglichen Aussenareal der Primeo Energie, ehemals Elektra Birseck, in Münchenstein erhalten geblieben. Die Lokomotive He 2/2 56 ist als He 2/2 16 Anemone bei der Schynige Platte-Bahn in roter Farbgebung betriebsfähig erhalten geblieben. Die Lokomotive He 2/2 58 ist als He 2/2 18 Krokus, dann Gündlischwand, bei der Schynige Platte-Bahn in brauner Farbgebung betriebsfähig erhalten geblieben.

## Galerie

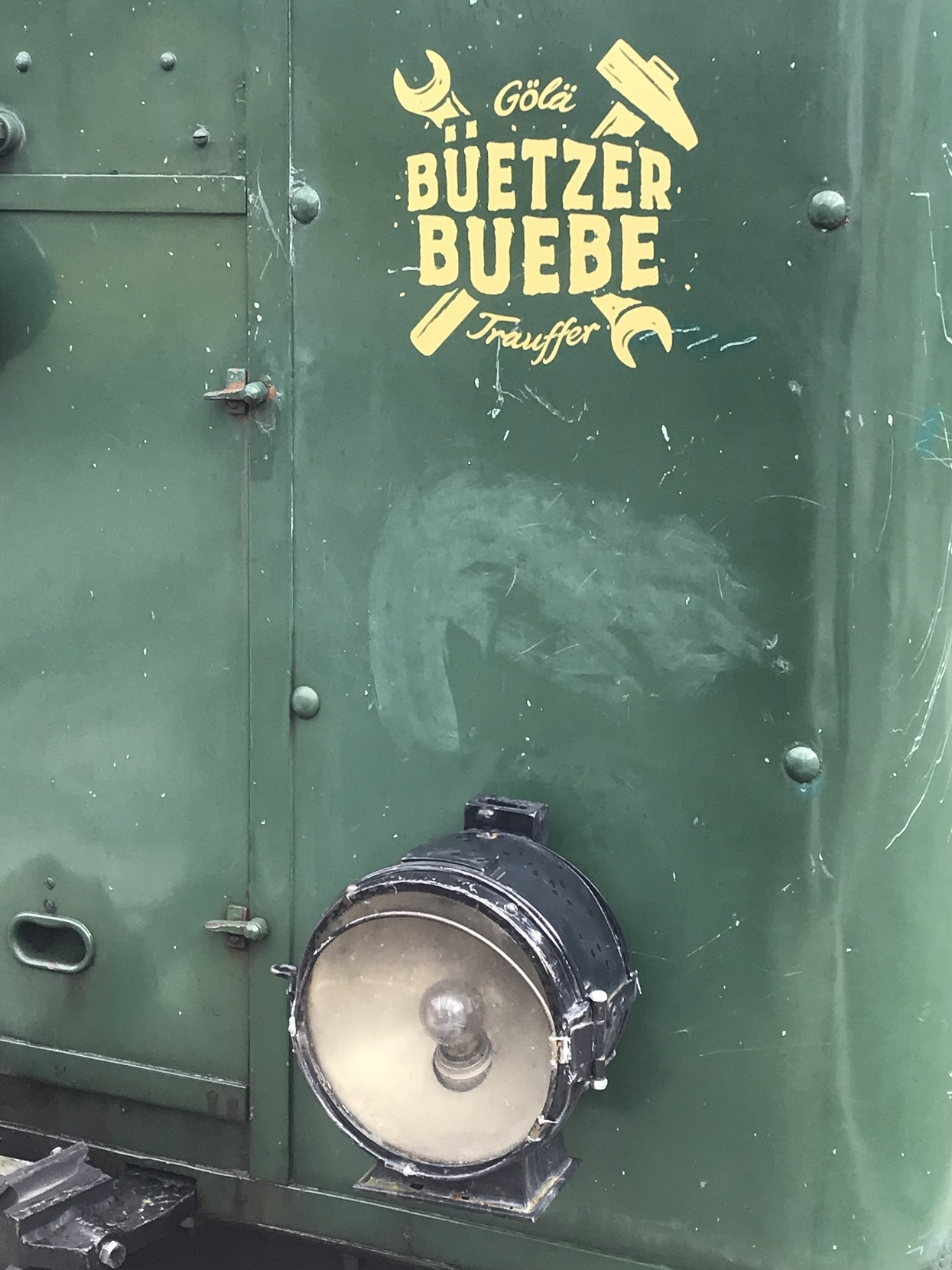
Front der WAB mit He 2/2 54 mit Schriftzug Gölä Büetzer Buebe Trauffer und einer der elektrischen Lampen mit Sockel, 2020
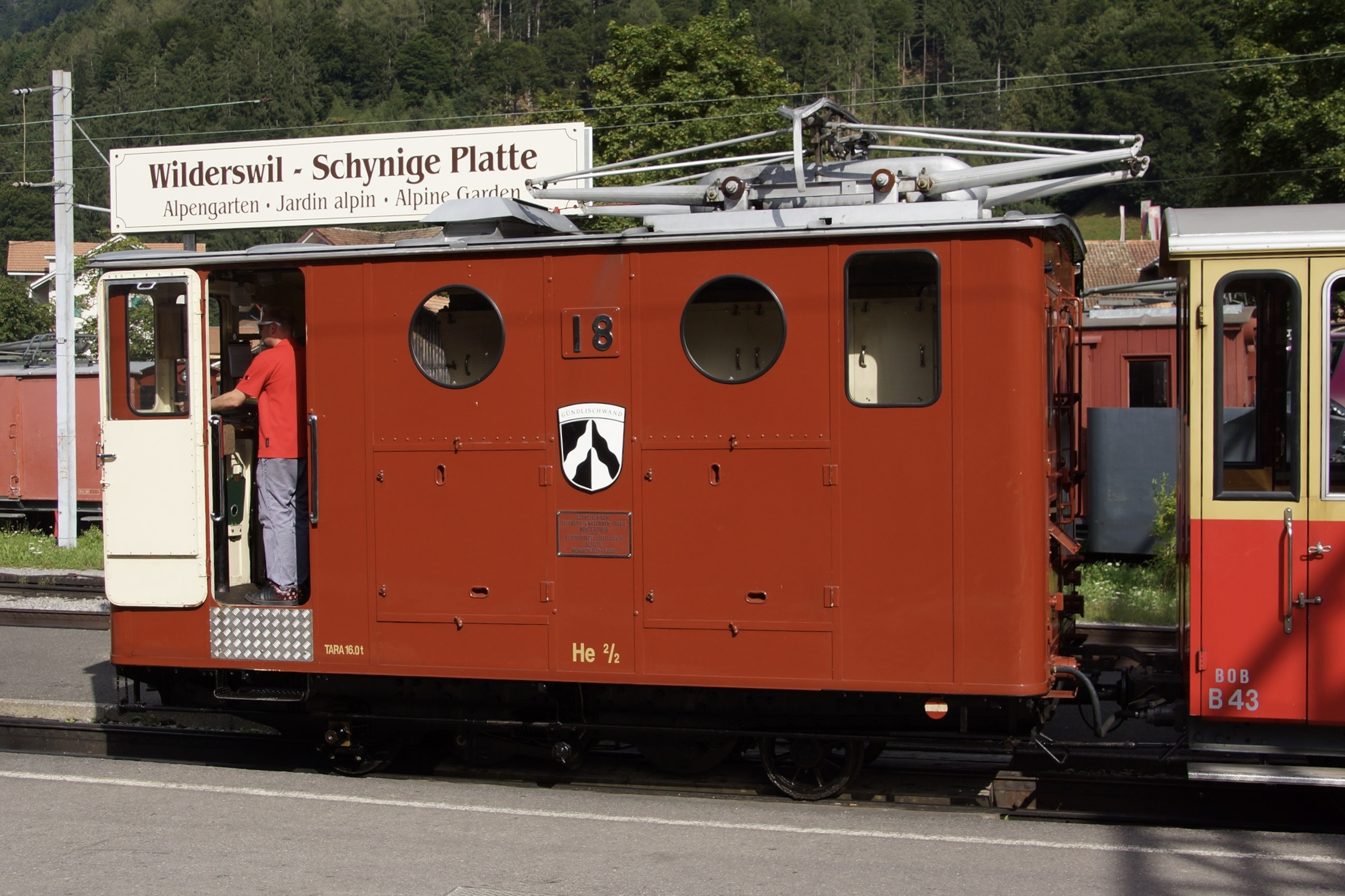
SPB He 2/2 18 Gündlischwand ex WAB He 2/2 58 in brauner Farbgebung in Wilderswil, 2015
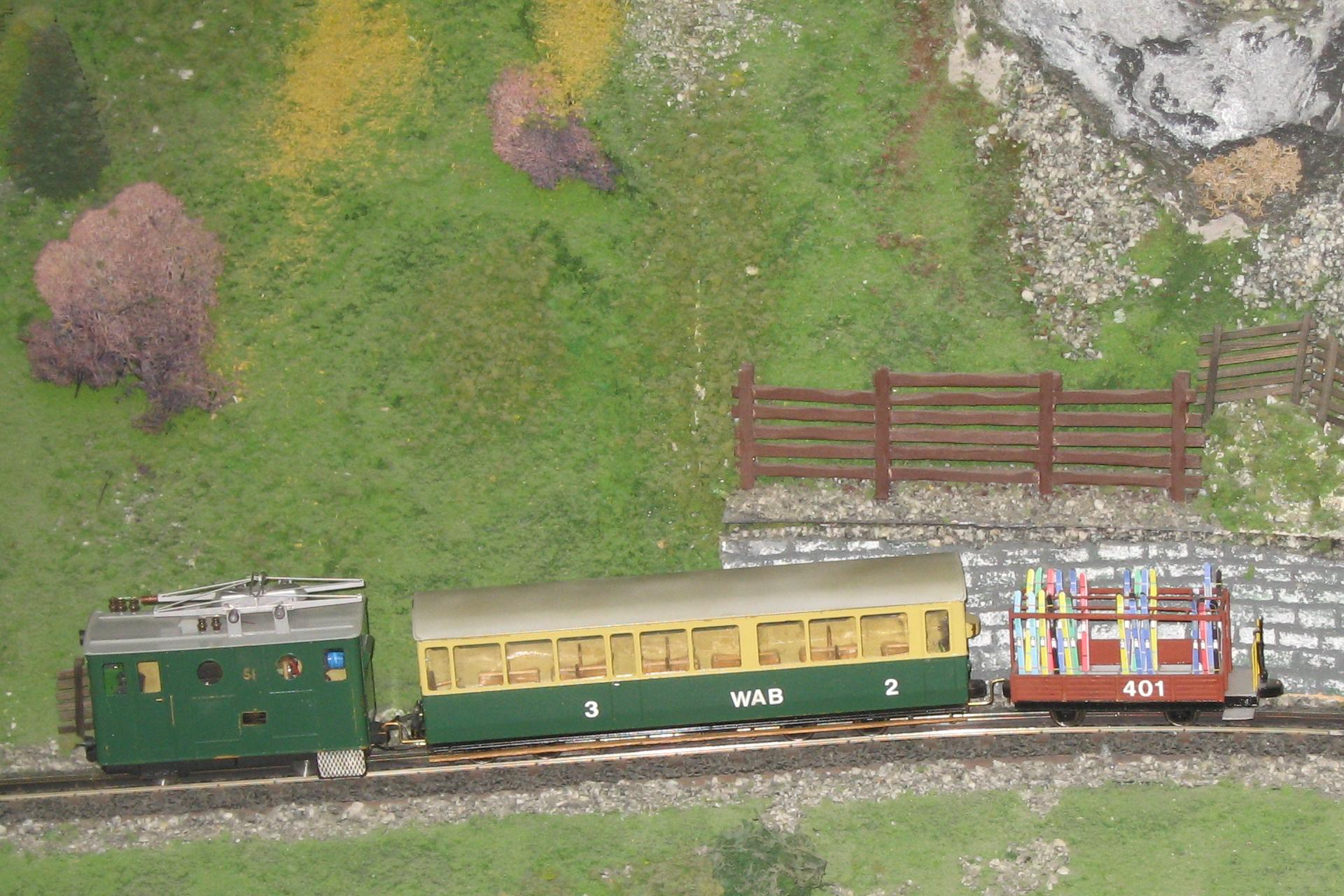
Spur 0e Zahnradbahnzug im Modell der WAB mit einer He 2/2 aus der Serie He 2/2 51–58 in Bern, 2012